# Вінченцо Нардієлло
Вінченцо Нардієлло (італ. Vincenzo Nardiello, 11 червня 1966, Штутгарт) — італійський професійний боксер, чемпіон світу за версією WBC (1996) і чемпіон Європи за версією EBU (1992—1993, 1993—1994) у другій середній вазі.

## Аматорська кар'єра
На Олімпійських іграх 1988 в категорії до 71 кг здобув перемоги над Лікоу Алію (Самоа) і Квінтоном Пейнтером (Бермудські Острови), а у чвертьфіналі зазнав спірної поразки від майбутнього чемпіона Пак Сі Хун (Південна Корея) — 2-3.

## Професіональна кар'єра
Після Олімпіади Нардієлло перейшов до професійного боксу та виграв сімнадцять боїв поспіль. 13 грудня 1991 року Нардієлло програв технічним нокаутом в 11-му раунді в бою за титул чемпіона світу WBA у другій середній вазі Віктору Кордоба (Панама).
1992 року завоював вакантний титул чемпіона Європи за версією EBU, який втратив у першому захисті. 1993 року завоював вакантний титул чемпіона Європи за версією EBU вдруге і знов втратив його у першому захисті.
22 липня 1995 року програв технічним нокаутом в 8-му раунді в бою за титул чемпіона світу WBC у другій середній вазі Найджелу Бенну (Велика Британія).
13 січня 1996 року програв в бою за титул чемпіона Європи за версією EBU британцю Генрі Вортону.
6 липня 1996 року завоював титул чемпіона світу за версією WBC у другій середній вазі, здобувши перемогу розділеним рішенням суддів над Тулані Малінга (ПАР). В наступному бою 12 жовтня 1996 року втратив титул, програвши технічним нокаутом у сьомому раунді Робіну Рейду (Велика Британія).
13 лютого 1999 року в бою за титул чемпіона світу WBC у другій середній вазі програв технічним нокаутом у шостому раунді Річі Вудголлу (Велика Британія).